# Sigronet
Sigronet va ser una revista infantil en català que es va publicar entre el 1924 i el 1928. Estava editada per l'editorial El Gato Negro que més tard esdevindria Editorial Bruguera. Entre l'equip de dibuixants de la revista destacaren els noms de Josep Escobar, Enric Arman, Parets, Urda, Robert, Ermengol Vinaixa i Artur Moreno.